# Jove
Jove (galicisk: Xove) er en by og kommune i det nordvestlige Spanien i provinsen Lugo. Den har et indbyggertal på 3.327 (2024) indbyggere.